# 후주 (대승상)
후주(侯周, 생몰년 미상)는 남북조시대 양나라에 반란을 일으켜 후한의 황제를 칭한 후경의 조부로, 원제로 추존된 후표의 아버지다.  이름은 주(周) 또는 을우주(乙羽周)로 갈족 출신으로 전해진다.

## 상세
551년, 후경의 난이 발발하자 후경은 소동을 폐위하고 한제(漢帝)를 자칭한 후 좌복야 왕위가 칠묘(七廟)를 세울것을 건의했으나 아버지 후표를 제외한 조상의 이름을 몰랐기에 남은 위패에 아무렇게나 기재해야 할 상황에 처했다. 다행히 후경의 부하중 일부가 후경의 조부의 이름을 아는자가 나타나 그 이름을 기재했다. 이후 후주는 대승상(大丞相)으로, 그의 아들인 후표도 원황제(元皇帝)로 추존되었다.

## 가족
- 부친: 후씨(侯氏)
- 아들: 후표(侯標) - 원황제(元皇帝)로 추존.
- 손자: 후경(侯景)